# 林秉聖
林秉聖（1996年12月26日—）為臺灣男子籃球運動員，場上位置為得分後衛，現效力於中國男子籃球職業聯賽浙江广厦。

## 早年生活
林秉聖住在臺北市北投溫泉區，出身北投國小、新民國中、強恕高中與中國文化大學。

## 職業生涯
2019年6月大學畢業後報名2019年CBA选秀並隻身前往測試，最終落選。2019年8月代表富邦勇士征戰亞洲籃球俱樂部冠軍盃，三場比賽繳出場均12.7分的表現。2019年9月以1+1年合約加盟全国男子篮球联赛陕西信达。
2021年9月加盟T1聯盟新北中信特攻。2022年5月24日，林秉聖獲選為2021-22賽季4月暨5月MVP。2021-22賽季例行賽共出賽24場，場均13.2分、3.6籃板、2.3助攻和3抄截，榮獲抄截王、年度最佳防守球員與年度防守第一隊殊榮。2022-23賽季蟬聯年度防守第一隊。
2023年9月在跨聯盟籃球邀請賽以場均18.2分、6.4籃板、3.6助攻、2抄截的表現獲選大會最佳五人。2023-24賽季蟬聯年度防守第一隊，並獲選年度最佳第六人與年度進步獎。
2024年7月2日，臺北戰神宣布林秉聖行使旅外條款挑戰中國男子籃球職業聯賽（CBA）。7月27日，林秉聖在CBA選秀會第一輪第四順位被浙江广厦選中。林秉聖與浙江廣廈簽下2年A2類合約。

### 雙約案
2023年8月15日，新北中信特攻宣布不執行球隊選擇權，林秉聖正式離隊。同天P. LEAGUE+新竹街口攻城獅宣布林秉聖加盟球隊。8月16日，林秉聖在社群平臺表示婉拒加入攻城獅。同天攻城獅回應已與林秉聖合意簽訂委任合約，委任合約於9月1日生效，單方面提出解除委任合約無法生效，攻城獅也沒收到林秉聖提出解除委任合約的書面說明。
8月18日，攻城獅召開記者會，攻城獅顧問陳志忠表示林秉聖於5月25日主動找上攻城獅高層表達加盟意願，而攻城獅高層有致電特攻高層告知，特攻請攻城獅報價再決定是否匹配；5月底、6月初林秉聖的中國大陸NBL合約出現問題，林秉聖請攻城獅協助解除合約，此舉代表林秉聖已經認同自己為攻城獅球員才請攻城獅協助；兩週前林秉聖表達想穿3號球衣，攻城獅與王子綱溝通後將背號讓了出來。攻城獅共同創辦人胡瓏智希望台新球團能出面解決此事，並表示在8月16日收到林秉聖的解約存證信函。LINE對話紀錄顯示林秉聖於6月10日向攻城獅表示已經決定好要加入攻城獅。同天台新球團表示於6月25日向特攻提出報價，8月15日特攻告知將不匹配報價，並於當天與林秉聖提前終止合約，台新球團於8月16日與林秉聖簽約；任何球團在特攻尚未提前終止合約、未收到不匹配報價前，不應與林秉聖簽署具有拘束性合約，林秉聖於8月16日已書面拒絕加盟其他球團，台新球團是在林秉聖沒有其他合約的狀態下簽約。
8月19日，林秉聖在社群平臺表示並非自己主動找上攻城獅，而是攻城獅找人與自己洽談，5月底自己在未詳閱狀況下與攻城獅簽下委任合約書，但在合約尚未生效時認為台新球團更適合自己，也因此多次向攻城獅表達無意加盟，自己在攻城獅官宣後即發函與攻城獅終止委任合約，中國大陸NBL合約是請時任T1聯盟長官的前輩處理。8月21日，攻城獅發布聲明稿指台新球團8月16日才與林秉聖完成簽約，代表台新球團明知林秉聖已與攻城獅完成簽約並且也官宣後，雙方才簽訂合約，台新球團此舉有挖角、違約、毀約之嫌。8月24日，林秉聖出現在臺北台新戰神公布的本土球員名單當中。臺北台新戰神領隊尚瑞強針對林秉聖合約問題表示，台新球團有收到特攻的不匹配報價以及離隊證明，而林秉聖也有意願加入台新球團，林秉聖也已經跟著台新球團訓練。8月31日，攻城獅發表聲明要求林秉聖在9月1日合約履行日起正式向攻城獅報到，否則對其提出民事與刑事告訴，並禁止其在其他球隊登錄與出賽。
9月4日，中華民國籃球協會召開協調會議，協調會議並未有結論。9月6日，中華民國籃球協會表示由於雙方內部討論後仍無法產生共識，協會不再協助後續協調事宜；攻城獅到臺北地方法院向林秉聖提出民事起訴以及賠償，並以民法與公平交易法為由向台新球團求償，另外將台新球團檢舉至公平交易委員會。9月11日，台新球團偕同林秉聖召開記者會。

## 國家隊生涯
2022年2月獲選2023年世界盃男籃亞洲區資格賽第一輪第一、二階段中華男籃國手。2022年7月代表中華台北征戰2023年世界盃男籃亞洲區資格賽第一輪第三階段。2023年7月底參加2024年奧運男籃資格賽亞洲區預選賽代表隊訓練，歷經兩週集訓之後，中華民國籃球協會因為安全考量不參加該賽事，讓代表隊成員歸建母隊。8月10日加入威廉瓊斯盃男籃賽中華藍隊。

## 個人生活
哥哥林任鴻同是籃球運動員。

## 生涯數據

### T1聯盟
例行賽
| 賽季    | 球隊         | GP | MPG   | 2P%  | 3P%  | FT%  | RPG | APG | SPG | BPG | PPG  |
| ------- | ------------ | -- | ----- | ---- | ---- | ---- | --- | --- | --- | --- | ---- |
| 2021–22 | 新北中信特攻 | 24 | 32:24 | 61.4 | 34.5 | 68.8 | 3.6 | 2.3 | 3   | 0   | 13.2 |
| 2022–23 | 新北中信特攻 | 30 | 25:41 | 33.7 | 25.8 | 75.9 | 3.6 | 3.6 | 2.1 | 0.0 | 7.8  |

季後賽
| 賽季 | 球隊         | GP | MPG   | 2P%  | 3P%  | FT% | RPG | APG | SPG | BPG | PPG  |
| ---- | ------------ | -- | ----- | ---- | ---- | --- | --- | --- | --- | --- | ---- |
| 2022 | 新北中信特攻 | 3  | 34:43 | 50   | 31.6 | 80  | 3.7 | 1.3 | 2   | 0   | 14.7 |
| 2023 | 新北中信特攻 | 3  | 23:06 | 53.6 | 44.4 | 0   | 4.7 | 4.3 | 1.7 | 0   | 12.7 |

總冠軍賽
| 賽季 | 球隊         | GP | MPG   | 2P% | 3P% | FT% | RPG | APG | SPG | BPG | PPG |
| ---- | ------------ | -- | ----- | --- | --- | --- | --- | --- | --- | --- | --- |
| 2023 | 新北中信特攻 | 4  | 20:02 | 52  | 50  | 50  | 1.5 | 3   | 1.5 | 0   | 9   |

## 外部連結
- 林秉聖的Facebook專頁
- 林秉聖的Instagram帳戶
- 林秉聖在fiba.basketball（英语）
- 林秉聖在中国男子篮球职业联赛官網
- 林秉聖在Basketball-Reference.com（國際）（英语）
- 林秉聖在Eurobasket.com（球員）（英语）
- 林秉聖在Proballers（英语）
- 林秉聖在RealGM（英语）
- 林秉聖在中国篮球数据库
- 林秉聖在Flashscore（英语）